# غرفة البريد

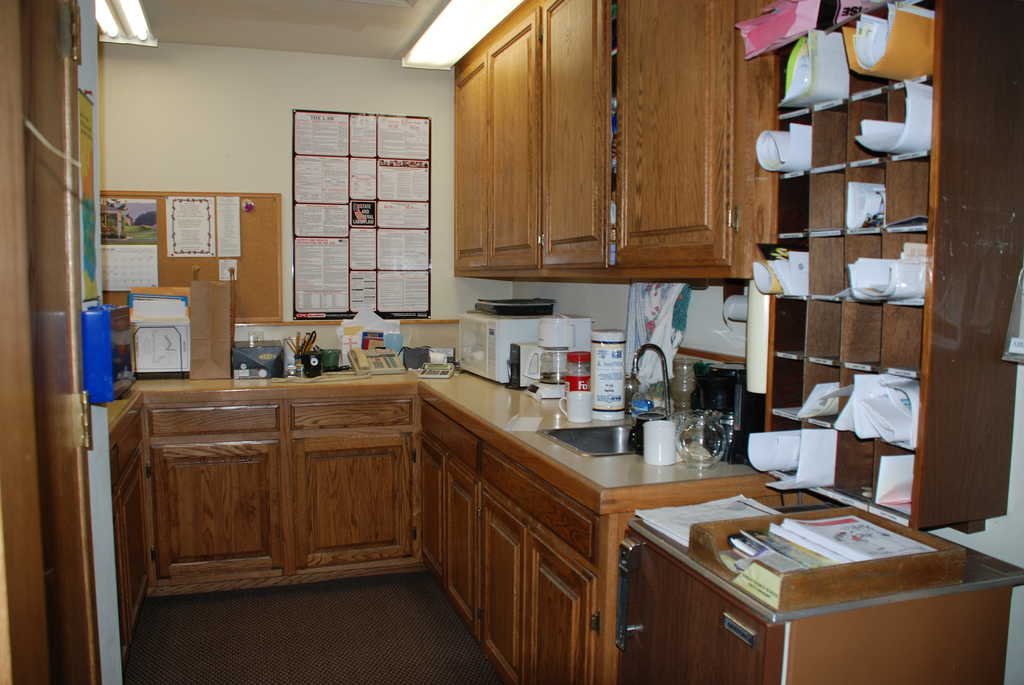
غرفة البريد أو المطبخ الصغير النموذجي

تعتبر غرفة البريد أو غرفة البوستة (المملكة المتحدة) غرفة يتم معالجة البريد الصادر والوارد وتصنيفه داخلها. وتوجد غرف البريد بصورة عامة في المدارس والمكاتب ومباني الوحدات السكنية ومكتب البريد العام. ويعرف الشخص الذي يعمل بغرفة البريد باسم موظف غرفة البريد أو عامل البريد، كما أن الرئيس (في بعض الأحيان الشخص الوحيد) يعرف باسم مدير مكتب البريد. وتعتبر غرفة البريد مسؤولة عن البريد الوارد إلى إحدى الشركات أو الصادر عنها. فيقوم موظف البريد بترتيب طرود البضائع والخطابات وغيره من البريد ليتم شحنها بواسطة مكتب البريد المحلي أو بواسطة جهة خدمات شحن مستقلة.
وأما في الشركة الكبيرة فتعتبر غرفة البريد المحور المركزي لنظام البريد الداخلي وواجهة التعامل مع البريد الخارجي. ويقوم مدير مكتب البريد بإدارة الدائرة وتوجيه الموظفين ومساعدتهم، بينما يقوم عمال البريد بتوصيل البريد إلى الموظفين الآخرين في الدوائر الأخرى من خلال عربة البريد أو بواسطة قيام ترولي البريد بجولات منتظمة خلال اليوم. وفي بعض الأحيان يقوم عمال البريد بتصنيف البريد على الترولي حسب الدائرة التي يتبعها لتقليل ضغط العمل بالمحور المركزي وتسريع انتقال البريد الداخلي.
وفي الشركات الصغيرة أو داخل الإدارة أو شركة كبيرة، يمكن ربط غرفة البريد بـغرفة الراحة حيث يتم دمج الغرفتين في غرفة واحدة. فعلى سبيل المثال يمكن لغرفة البريد أن تتضمن مساحة للموظفين يقضون فيها فترة استراحة. وبالإضافة إلى صناديق استقبال البريد، يمكن أن توجد في هذه المساحة مطبخ صغير حيث توجد ماكينة صناعة القهوة أو فرن كهربائي أو طاولة أو كراس أو ثلاجة أو حوض أو حجرة للمؤن أو فرن. وغالبًا ما يكون عامل البريد الموظف الوحيد بغرفة البريد وربما يطلق عليه بعض الموظفين اسم عامل التوصيل والذي تنطوي على الإشارة للقيام بالأعمال الخدمية البسيطة - فعلى سبيل المثال: الموظف الذي يبدأ العمل «بأسفل الإدارات» حيث يقوم بقضاء المأموريات (ويعرف أيضًا باسم «الساعي»)، وتصوير الورق وشراء ملفات الأوراق وإعداد الشاي والقهوة وهلمّ جرّا.